# Comedias de Alicia
Las Comedias de Alicia (en inglés: Alice Comedies) es una serie de cortometrajes de animación estadounidenses producidos por Walt Disney al principio de su carrera en Hollywood, de 1923 a 1927. En esta serie de películas mudas en blanco y negro, una joven llamada Alicia se encuentra periódicamente en Cartoonland, un mundo de personajes de dibujos animados, entre ellos un gato llamado Julius. La serie incluye un piloto de Alice's Wonderland realizado en 1923 en Kansas City y otros 56 cortometrajes mudos en blanco y negro realizados entre 1924 y 1927 en Hollywood.
Fue la primera película de Disney rodada en Hollywood y marcó el inicio del estudio de animación Disney, que más tarde se convertiría en The Walt Disney Company. La famosa serie Mickey Mouse, lanzada en 1928, fue sólo la tercera de Disney, precedida por Comedias de Alicia y Oswald el conejo afortunado.

## Historia

### 1922:Laugh-O-Gram

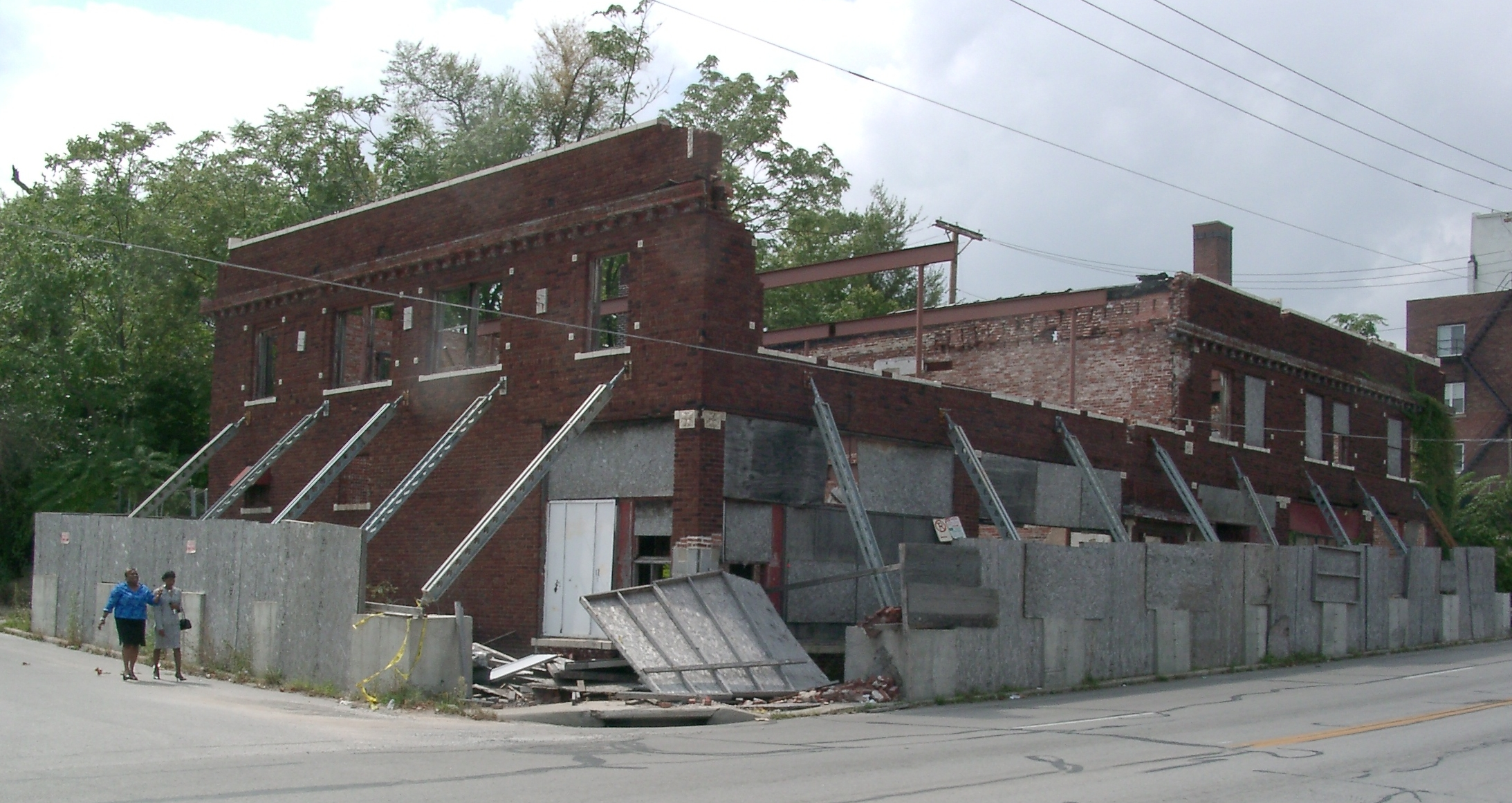
El estudio Laugh-O-Gram en Kansas City en 2004, antes de un plan de renovación.

El 23 de mayo de 1922, Disney fundó en Kansas City el estudio Laugh-O-Gram Films Inc. con 15 000 dólares. Entre sus empleados se encontraban Ub Iwerks, Hugh Harman, Rudolf Ising, Carman Maxwell y Friz Freleng. Las producciones de la joven empresa tuvieron buena acogida en la zona de Kansas City, pero los costes superaban a los ingresos. También produjo una serie de anuncios de un minuto que se proyectaban en el Newman Theater y que, por este motivo, recibieron el nombre de Newman Laugh-O-Grams.
Una empresa local llamada Pictorial Club les ofreció un contrato de 11 000 dólares para producir seis cortos de animación basados en cuentos de hadas y relatos infantiles populares. Tras realizar las seis películas basadas en cuentos populares, Disney y su equipo no cobraron de su socio, debido a la quiebra.
Afortunadamente, Thomas McCrum, un dentista local, salvó a la empresa de la quiebra total contratando al estudio por 500 dólares para realizar un cortometraje que promocionara el cepillado de dientes: Tommy Tucker's Tooth. Al mismo tiempo, Disney buscaba un nuevo distribuidor y en mayo de 1923 escribió a varios distribuidores. Entre los que respondieron estaba Margaret J. Winkler, antigua secretaria de Harry Warner (uno de los hermanos Warner) que, a petición de éste, se dedicó a la distribución por su cuenta. Winkler distribuye la serie Félix el gato. Disney mantuvo el contacto y habló de un nuevo proyecto.

### Primavera-verano de 1923: el pilotoAlice's Wonderland

Extracto de Alice's Wonderland (1923).

En la primavera de 1923, Walt Disney tuvo la idea de combinar sus intereses en el cine de animación y de imagen real para dinamizar su estudio. Se inspiró en un proceso desarrollado por Max y Dave Fleischer en 1919 en la serie Out of the Inkwell, con uno o varios actores rodeados de animación. Antes del verano, utilizó a sus animadores y su equipo para producir otra película, Alice's Wonderland, el piloto de las Comedias de Alicia. El contrato con Virginia Davis, por el que se le concedía el 5 % de los ingresos de la película, se firmó el 13 de abril de 1923. Disney compartió su idea con varios distribuidores y recibió el apoyo de Margaret J. Winkler. La película combina imágenes de acción real de una niña con 10 minutos de animación. Este cortometraje define el mundo en el que evolucionará el personaje de Alicia.
Pero el estudio ya no podía hacer frente a sus gastos y se declaró en quiebra en julio de 1923, a pesar de unos costes de producción que hoy se considerarían irrisorios, 30 céntimos por pie de película. El equipo de Disney tuvo el tiempo justo para terminar el cortometraje, que no se mostró al público. Una de las razones aducidas por Michael Barrier fue un problema de emulsión en la película, que obligó a volver a rodar algunas escenas. Incapaz de pagar a su equipo y casi incapaz de alimentarse a sí mismo, Walt Disney cerró el estudio.
Walt Disney consigue un trabajo como fotógrafo. Reúne suficiente dinero para viajar a Los Ángeles en tren de primera clase y reunirse con su hermano Roy y su tío Robert, con quienes se aloja. Deja Kansas City en julio. Llegó a California, a Los Ángeles, en agosto de 1923, no devastado por la quiebra de Laugh-O-Grams, sino decidido a hacer películas a pesar de todo.

### Otoño de 1923: creación del Disney Brothers Studio
En California, Disney buscó primero trabajo en los estudios, a veces exagerando su experiencia para encontrar mejores contactos. Sin éxito, volvió a la animación e intentó encontrar un distribuidor para la serie Comedias de Alicia utilizando el piloto creado en Kansas City, una copia del cual envió a varios distribuidores. En septiembre de 1923, Margaret Winkler tuvo un problema con Pat Sullivan, el creador de Felix, por la distribución de la serie. El incumplimiento de contrato estaba a la orden del día, así que la nueva producción de Disney se volvió interesante. A mediados de octubre, envió un telegrama a Disney con vistas a firmar un contrato.
Walt Disney obtuvo entonces un contrato con Winkler Pictures, el estudio dirigido por Margaret Winkler y su futuro marido Charles B. Mintz. El contrato incluía seis cortometrajes y estipula un pago de 1 500 dólares por película —duración máxima de unos 9 minutos—, con opción a seis más y una primera película que se entregará el 15 de diciembre. Pero Disney se encuentra en la situación opuesta a la de Laugh-O-Gram en Kansas City: tiene un distribuidor pero no un equipo. Según la correspondencia mantenida con Winkler, ella quería que la joven actriz Virginia Davis se quedara con el papel principal. Al parecer, Disney escribió a la familia Davis el 16 de octubre para ofrecer a Virginia un contrato de un año. Al parecer, la familia respondió afirmativamente a la recepción. Disney firmó un contrato de un año con la madre de Virginia y pagó para que ella y su hija se trasladaran a Hollywood. El contrato prevé un salario escalonado de 100 USD mensuales al principio, que asciende a 200 USD al final del contrato y a 250 USD si se prorroga. En una entrevista con Russel Merritt y J. B. Kaufman, Virginia Davis explicó que la rápida reacción de la familia Davis estuvo motivada por varios factores, entre ellos la posibilidad de hacer carrera en la industria cinematográfica, el clima de California, que habría permitido a Virginia recuperarse de la neumonía, y el hecho de que el padre de Virginia fuera un vendedor de atrezzo y, por tanto, estuviera libre de ataduras.
En octubre de 1923, Walt Disney convenció a su hermano Roy, que se estaba recuperando de una tuberculosis, para crear un nuevo estudio llamado Disney Brothers Studio. Walt pidió 200 dólares a su hermano y 500 a su tío, pero éste se mostró un poco reacio. El estudio se creó el 16 de octubre de 1923, la misma fecha en que se firmó el contrato con Margaret Winkler. Los dos hermanos se mudaron a una vieja tienda en el 4651 de Kingswell Avenue por un alquiler mensual de 10 dólares. Roy se encarga de la cámara, comprada de segunda mano por 200 dólares, tras una breve sesión de formación con Walt. El 24 de octubre de 1923, Disney escribió a los hermanos Davis que ya estaba trabajando en la animación y a Winkler que había acordado la fecha del 15 de diciembre para la primera entrega de una película titulada Alice's Day at Sea.

### Diciembre de 1923: la primera película

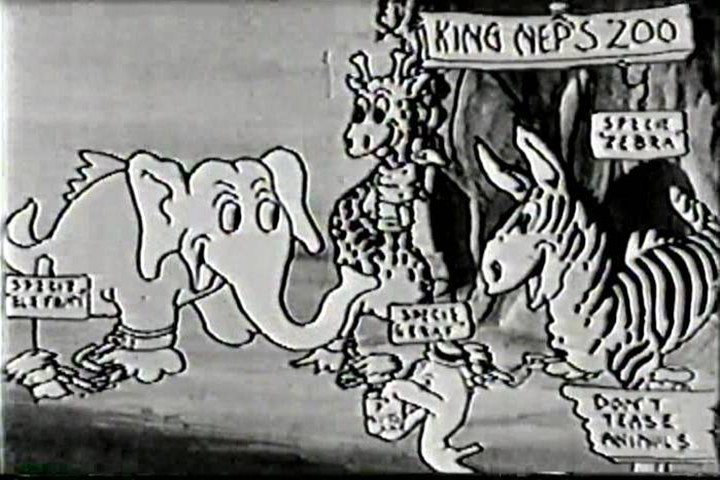
Extracto de Alice's Day at Sea (1924).

La primera película de la serie, Alice's Day at Sea, fue enviada a Winkler hacia el 15 de diciembre de 1923 pero no llegó hasta el 26 de diciembre, aunque la primera emisión no tuvo lugar hasta el 1 de marzo de 1924. Al igual que en la segunda película, Walt Disney fue el único animador, mientras que su hermano filmó tanto a Virginia Davis como las animaciones. Debido al retraso en la entrega, Winkler pidió a Disney que le enviara los negativos para poder producir ella misma la edición neoyorquina de la película.
En Walt in Wonderland, Russell Merritt y J.B. Kaufman dividen la historia de la serie en tres periodos que corresponden a los tres contratos firmados entre Disney y Winkler. El primero abarca 1924, el segundo comienza con la firma de una segunda temporada el 31 de diciembre de 1924 marcada por un cambio de estrella, la tercera a partir de febrero de 1926.

### 1924: inicio de la producción
Walt Disney animó una segunda película titulada Alice Hunting in Africa, que no llegó a las oficinas de Winkler hasta finales de enero de 1924 y que motivó que Winkler enviara un telegrama, esta vez solicitando la adición de elementos humorísticos pero agradeciendo el menor plazo de entrega. Por esta razón, la película no se emitió directamente. En octubre de 1924 se realizó una segunda versión mejorada.
En febrero de 1924, Disney contrató a un joven animador californiano, Rollin Hamilton. Su primer crédito fue Alice's Spooky Adventure. La película fue elogiada por Winkler, que esperaba exactamente este tipo de película, pero aun así pidió que se volvieran a producir algunas escenas. Al principio, Hamilton trabajó solo en las animaciones con Walt Disney, pero éste consideró que necesitaba ayuda. Para la producción de la cuarta película, Alice's Wild West Show, Walt contrató a dos mujeres para realizar el entintado y la pintura, Lillian Bounds y Kathleen Dollard. Lilian Bounds es la futura Sra. Disney. Para dar cabida al nuevo equipo, el estudio se trasladará al 4649 de Kingswell Avenue antes de finales de febrero.
Las películas se sucedieron con regularidad. Disney aceptó los comentarios de Winkler, incluida la idea de utilizar un gato negro en la medida de lo posible, a pesar del parecido con Félix. Para Merrith y Kaufman, esta petición estaba motivada sobre todo por el deseo de mantener al «recalcitrante Pat Sullivan» en un estado de ánimo conciliador. Disney no consiguió personalizar este gato negro, que ya se llamaba Julius, hasta finales de 1924.
Para mejorar la serie, Disney necesita ayuda y cree conocer al animador de la situación. Disney intentó entonces persuadir a sus antiguos colegas para que se reunieran con él en California para continuar la serie. El primero es Iwerks, entonces de vuelta en el Kansas City Film Ad, su empleador antes de su aventura con Disney en Laugh-O-Grams donde ambos se habían conocido. Walt inició una correspondencia a principios de 1924 y, a fuerza de insistir, convenció a Iwerks para que fuera a verle. Según Pat Williams y Jim Denney, Walt prometió a Iwerks en junio de 1924 un salario de 40 dólares semanales y el 20 % del estudio para compensar los 1 000 dólares no pagados de Laugh-O-Gram. Según Lenburg, Iwerks no llegó hasta el 23 de julio de 1924 y firmó un contrato de tres años con un salario mensual de 120 dólares. Iwerks llegó en el Cadillac de Thomas Davis, el padre de Virgina, que lo había dejado en Kansas City por si acaso. Los dos primeros animadores del estudio fueron Hamilton e Iwerks, recién llegados de Kansas City. En octubre de 1924, Disney contrató a un tercer animador, Thurston Harper, que está acreditado en Alice the Piper.
El año 1924 estuvo marcado por numerosos descontentos del público, que encontraba a Alice a menudo demasiado brillante, llegando incluso a desaparecer en ocasiones. El equipo de Disney parece haber encontrado una solución al problema causado por la segunda exposición de la película de imagen real durante el rodaje de la animación. Rudolf Ising señala que, a su llegada en 1925, el estudio Disney ya utilizaba una técnica que consistía en ennegrecer la zona de los celulos donde debía aparecer el personaje de Alicia según la película de imagen real, luego esta película se transformaba en un negativo que se proyectaba con la animación en la película final. En algunas imágenes se ven contornos negros alrededor de Alice, por ejemplo en Alice the Peacemaker. Para Merritt y Kaufman, el problema también estaba relacionado con la inexperiencia de su hermano Roy como cámara, al que sustituyó en abril por Harry Forbes y Mike Marcus a partir de mayo.
Una vez resueltos estos problemas, Walt tuvo que lidiar con los relacionados con Charles Mintz, marido de Margaret Winkler, que se hizo cargo del negocio de su esposa. Walt admitió, sin embargo, que Mintz había aumentado el número de gags en sus películas. En comparación con el principio de 1924 y el final del año, se observa una proliferación de elementos cómicos, que también sería el sello distintivo de las primeras películas de Mickey Mouse, cuatro años más tarde.

### 1925: segundo contrato y primer éxito de Disney
Debido al éxito de la serie y al final de las doce primeras películas, Disney y Winkler-Mintz acordaron firmar un contrato el 31 de diciembre de 1924 para la producción de una segunda temporada de cortometrajes, que no constaría de doce, sino de dieciocho películas. Una de las limitaciones impuestas a Disney es la reducción de los costes de producción. Teniendo esto en cuenta, debería haberse recortado el salario de 250 USD prometido a Virginia Davis. Disney ofreció pagar a Virginia sólo por los días que estuviera rodando, es decir, un día por episodio, 18 días de salario por el contrato, a lo que toda la familia se negó categóricamente. Pero la carrera de Virginia no terminaba de despegar y, en septiembre de 1925, su madre escribió a Mintz pidiéndole que volviera a interpretar el papel de Alice.
Mientras tanto, Disney buscaba una sustituta. La joven Dawn Evelyn Paris, ya una actriz consagrada, fue contratada en las condiciones rechazadas por la familia Davis. Su carrera le permitió incluso romper el contrato tras rodar una sola película, Alice's Egg Plant, que se rodó en marzo pero no se estrenó hasta mayo. Por fin se encontró la solución gracias a una joven actriz, Margie Gay, que había hecho un rodaje de prueba en febrero para la película Alice Solves the Puzzle. La presencia de esta joven actriz alteró profundamente la serie, entre otras cosas por la diferencia física que aportaba, ya que Alice pasó de ser la rubia rizada Virginia Davis, cercana a Mary Pickford, a una chica de pelo negro corto, más próxima a Colleen Moore.
Otra diferencia con la primera temporada es el fuerte desarrollo de la personalidad del gato negro llamado Julius, así como la primera aparición de un antagonista que se convertirá en personaje recurrente, el oso Black Pete, futuro Pete. Estos cambios van acompañados de la desaparición del grupo de amigos reales en favor de un grupo de amigos imaginarios, la creación de una pandilla de toons, los futuros amigos de Mickey, Donald y Warner. Entre estos personajes recurrentes se encuentra el perro policía que apareció en Alice the Peacemaker, un basset hound anónimo que es víctima de gags de longitud.
A partir del verano de 1925, el relativo éxito comercial del estudio Disney permitió a Walt Disney «sentar la cabeza». Se contrataron nuevos empleados, entre ellos las entintadoras Ruth Disney e Irene Hamilton, hermanas de Walt Disney y Rollin Hamilton respectivamente. Los animadores que luego se unieron a Disney, a partir de junio de 1925, son Hugh Harman, Walker Harman (hermano del anterior), Rudolf Ising y Friz Freleng. La producción de la serie Alice Comedies, lanzada a principios de 1924, obligó rápidamente al estudio a emplear a una docena de personas. Walker Harman fue animador durante poco tiempo, prefiriendo el entintado. La llegada de Ising, que ya está acostumbrado a utilizar una cámara, significa que el equipo puede prescindir de Mike Marcus, que lleva allí un año. Otra salida fue la de Harper a finales de 1925, cuyo «carácter explosivo se estaba convirtiendo en una carga para el estudio».
El 6 de julio de 1925, Disney pagó un depósito de 400 dólares para comprar un terreno baldío en el 2719 de Hyperion Avenue para alojar a todos los animadores. La construcción llevó mucho tiempo y el traslado no se programó hasta la primavera de 1926. El 13 de julio de 1925, Walt Disney se casa con Lillian Bounds, una de las empleadas del estudio que trabajaba como pintora de intervalos y secretaria. La llegada de los nuevos animadores, en su mayoría amigos, y el éxito de la serie permitieron al equipo dedicar más tiempo al diseño de los cortometrajes. Disney organizó sesiones para desarrollar la historia y organizar los elementos cómicos. Sin embargo, los resultados de estas sesiones muestran la fuerte influencia de las películas de la época como El caballo de hierro de John Ford para Alice's Tin Pony. Es más, las historias, que tenían los inicios de un «estilo Disney», se reutilizaron en producciones más recientes, incluido Mickey Mouse. Ising recuerda que al equipo le encantaba la serie Félix, pero también las Aesop's Fables, que influyeron en su trabajo. Uno de los elementos de esta influencia es la cola de Julius, que, como la de Félix, es mágica y casi omnipotente, hecho que se repite en las primeras películas de Mickey Mouse.
Durante todo este periodo, la atención de Disney se centró más en el coste de la acción real que en el de la animación. Se rodaron tres películas en el mismo día, a menudo a cargo de George Winkler y no de un empleado extra. Otro problema era el constante retraso en la entrega de películas a Winkler. Incluso con su numeroso equipo en 1925, Disney era incapaz de cumplir el plazo contractual de una película cada tres semanas, lo que comprensiblemente irritaba a Mintz. Por ejemplo, Alice Chops the Suey no se entregó hasta el 28 de septiembre, aunque la producción concluyó a finales de julio. Disney introdujo entonces una prima para las películas terminadas a tiempo. Disney aumentó la carga de trabajo de sus equipos para cumplir las condiciones del contrato, que estipulaba que las dieciocho películas debían entregarse a más tardar el 15 de enero de 1926.
El final de 1925 estuvo marcado por un cambio de actitud por parte de Mintz: para conquistar el mercado en más estados norteamericanos, firmó un contrato con Film Booking Offices of America (FBO), la compañía de Joseph Patrick Kennedy, que le garantizaba una gran suma de dinero por la distribución de Comedias de Alicia y Krazy Kat. Pero el contrato imponía a Mintz restricciones presupuestarias adicionales y especificaba que ninguna producción de Mintz debía estrenarse antes del 1 de septiembre de 1926.

### 1926: el tercer contrato
Las últimas películas de la segunda temporada se emitieron todas antes del 15 de febrero, casi según lo acordado, ya que aún quedaba un mes de retraso. En febrero de 1926, Walt Disney acepta las condiciones del contrato y se embarca en la producción de las 26 películas previstas, más del doble que en la primera temporada. Walt asumió la restricción presupuestaria de reducir la producción a 1.500 dólares a cambio de una parte de los beneficios. A cambio, Mintz pidió que las películas se entregaran a partir de marzo de 1926.
La construcción del nuevo estudio finalizó a principios de 1926 y, a mediados de febrero, el traslado tuvo lugar en medio de una tormenta tan intensa que los suministros quedaron empapados. La primera película terminada en el nuevo estudio es Alice Charms the Fish. Es la primera que se estrena en septiembre de la nueva serie, pero es la tercera producción, siendo este orden de estreno una elección de la FBO. En esta nueva serie surgen nuevos procesos de producción, como la preparación de guiones –aunque todavía no de storyboards– y el registro de los derechos de autor por parte de R-C Pictures Corp, una de las empresas matrices de FBO. Otro procedimiento puramente técnico consiste en reutilizar elementos por duplicación o simple simetría axial, por ejemplo en ciertas escenas de multitudes o decorados, a pesar de la prohibición y desaprobación de Disney.
Como se emitió varios meses después de su producción, el estudio buscó diversificarse. Disney lanza la producción de un cortometraje, Clara Cleans Her Teeth, realizado a finales de agosto de 1926 a menor coste y protagonizado por Marjorie Sewell, hija de su cuñada, y niños del orfanato de Los Ángeles. En mayo de 1926, Mintz recibió una carta del agente parisino de FBO sobre el hecho de que las palabras utilizadas para los gags estaban presentes en la animación y, por tanto, era imposible eliminarlas o sustituirlas por una traducción. La película Alice's Brown Derby marcó el fin de esta técnica cómica, utilizando bocadillos para las expresiones de los personajes, como en los tebeos.
El año 1926 estuvo marcado por una serie de acontecimientos que socavaron el estudio Disney o lo harían en el futuro. Rudolph Ising y Hugh Harman aprovecharon unas vacaciones para intentar crear su propio estudio realizando un segundo piloto y ofreciéndolo a un distribuidor. Pero el intento fracasó. Ham Hamilton decidió abandonar el estudio por incompatibilidad con Walt Disney, pero regresó algún tiempo después. Disney añadió que el estudio había agotado las posibilidades creativas para las películas de Alicia a finales de 1926.
Otro problema son las demandas que la Bray-Hurd Patents Co lleva casi cinco años interponiendo contra Paul Terry por el uso de la animación celulósica. Disney, asesorado por Mintz, se une a la asociación de Terry contra Bray. Poco después, Terry y todos los estudios se vieron obligados a pagar a Bray por el uso de la patente celulósica. Irónicamente, el coautor de la patente, Earl Hurd, fue contratado por Disney en los años 30, pero murió en 1940.
A finales de diciembre de 1926, durante la producción de Alice's Auto Race, Margie Gay puso fin a su participación y fue sustituida el 31 de diciembre por Lois Hardwick, que estaba rodando Alice's Circus Daze y Alice's Knaughty Knight.

### 1927: las últimas películas
Se ha contratado a varios nuevos animadores para reforzar el equipo de producción. Alice's Auto Race, la última película de Margie Gay, también supone el primer crédito para el animador Paul J. Smith, contratado en diciembre de 1926, fue director principal de la serie Pájaro Loco entre 1955 y 1972.
Friz Freleng fue contratado en enero de 1927 en Alice's Knaughty Knight, por consejo de Harman y puesto bajo el ala de Ub Iwerks. Les Clark fue contratado el 23 de febrero de 1927 y acreditado por primera vez en Alice's Picnic, producida en marzo de 1927. El último episodio de la serie Comedias de Alicia fue Alice in the Big League, estrenado el 22 de agosto de 1927.

### Mintz pone fin lentamente a la serie
Pero el panorama se nubló por el hecho de que en agosto de 1924, Margaret J. Winkler dejó a Mintz, su marido desde noviembre de 1923, su hermano George Winkler se trasladó a Los Ángeles y trabajó como montador en el estudio Disney. Hacia finales del verano de 1924, la correspondencia con Winkler se convirtió en correspondencia con Mintz, pero éste tenía más confianza en sí mismo. Mintz pidió entonces a Disney que produjera cada vez más películas de Alicia: de las 6 previstas inicialmente por Winkler se pasó a 12 en diciembre de 1924, el contrato aumentó en 1925 a 18 y luego a 26 en 1926. También decidió reducir el pago a 900 dólares por película en lugar de los 1.500 previstos, alegando que «Disney estaba ganando demasiado».
En el caso de Michael Barrier y Bob Thomas, no se indica la bajada a 900 dólares y se cuenta que «Winkler pagó la suma fija de 1 500 dólares por cada uno de los seis primeros cortometrajes de la serie Comedias de Alicia, producidos en 1924, suma que posteriormente aumentó a 1 800 dólares». Pat Williams y Jim Denney explican que en diciembre de 1924, el éxito de la serie puso a Walt en una posición de fuerza a la hora de negociar su contrato. Mintz le dio 1 800 dólares por película y una parte de los beneficios.
En 1925, las cuentas de Roy Disney mostraban que el beneficio de cada película superaba los 600 dólares. Hacia finales de año, sin embargo, Mintz quiso pasar a lo que consideraba una participación en los beneficios, por lo que propuso a Disney volver a la suma original de 1 500, para «compensar el coste de edición de las bobinas», y que parte de los ingresos del estreno en salas se le pagaran más adelante. Walt Disney logró obtener algunas concesiones mediante una guerra de cartas. Sin embargo, la presencia de Georgle Winkler, que a menudo se encargaba de la cámara y actuaba como intermediario entre Disney y Mintz, proporcionaba una «zona tampón».
A mediados de 1925, Mintz escribió (o hizo que alguien escribiera) a Disney expresando su descontento con la distribución de las Comedias de Alicia: una tercera empresa estaba distribuyendo cortometrajes titulados Comedias de Alicia, a pesar de que Winkler Pictures era la única empresa contratada por Disney. El motivo de esta misiva fue la liquidación del estudio Laugh-O-Gram tras su quiebra en julio de 1923, que no se completó hasta enero de 1927. Los derechos de la película piloto Alice in Wonderland, recuperados por el Pictorial Club de Kansas City, la empresa cuyo impago había provocado la quiebra de Laugh-O-Gram, fueron vendidos en enero de 1924 a la sucursal neoyorquina del Pictorial Club, que procedió a explotar la película para recuperar su inversión, lo que agrió las relaciones entre Mintz y Disney. Otro punto de insatisfacción eran los sistemáticos retrasos de Disney en las entregas, que a veces llegaban casi a los dos meses, pero el hecho de que Disney consiguiera entregar una semana antes tampoco era apreciado, ya que no permitía a Mintz pagarle.
En 1926, la producción continuó al mismo ritmo que el año anterior. Pero poco a poco, el ambiente dentro del estudio Disney se fue deteriorando, debido al «estilo despótico de dirección» de Walt Disney con sus empleados, muchos de los cuales habían llegado de Kansas City a petición suya. El contrato entre Disney y Mintz se convirtió en una serie de duelos sobre varios puntos. Como hemos visto, el plazo de entrega y el hecho de que el piloto corriera a cargo de un tercero se sumaron a las rencillas anteriores y no crearon un clima sereno. Otro punto era la duración de los cortometrajes. En 1925, Mintz se quejaba de que las películas eran demasiado cortas, con algo menos de 600 pies de película, pero el nuevo contrato con FBO exigía 100 copias de cada película y una película de 648 pies como Alice's Circus Daze aumentaba enormemente el presupuesto de duplicación. Por ello, Mintz y Disney acordaron una longitud de entre 550 y 600 pies, a pesar de que el contrato con FBO estipula 600.
En enero de 1927, Mintz pidió a Disney, ocupado entonces en terminar los últimos cortos de las Comedias de Alicia para cumplir su contrato, que diseñara un personaje de conejo como héroe de una nueva serie. El 4 de marzo, Mintz firmó un contrato de producción con Universal Pictures para 26 cortometrajes producidos por Disney a un coste de 2.250 dólares por película. Fue más tarde cuando Mintz encargó a Disney la producción de Oswalds.
Fue durante la producción de Alice in the Klondike cuando Mintz pidió a Walt Disney que iniciara la producción de una nueva serie, Oswald el conejo afortunado. Esto obligó a Disney a producir las dos series en paralelo durante marzo y abril, y luego a producir sólo Oswalds a partir de mayo de 1927, según lo previsto en el contrato firmado con Carl Laemmle, el jefe de Universal, para producir una serie de dibujos animados que serían distribuidos por Charles B. Mintz y George Winkler.
El primer episodio, titulado Poor Papa, se entregó en junio de 1927, pero el piloto fue rechazado por Universal. Walt Disney y Ub Iwerks crearon una segunda película, Trolley Troubles, que fue aceptada y lanzó la serie. Esta segunda película se produjo durante el verano, al mismo tiempo que se detenía la producción de la serie Alice. La última Alicia se estrenó en agosto, seguida en septiembre por la segunda Oswald, Trolley Troubles.

## Los personajes
La serie cuenta con tres personajes principales recurrentes: Alice, el gato Julius y el oso Black Pete. Julius, Pete y otros personajes menos recurrentes son todos animados. También hay algunos otros actores reales junto a Alice. Este principio de una serie de historias protagonizadas por una niña no es una primicia: por ejemplo, la serie de veinte cortometrajes mudos The Perils of Pauline, protagonizada por Pearl White, dirigida por Louis Gasnier y Donald A. MacKenzie, data de 1914.
El personaje de Alicia fue interpretado por cuatro jóvenes actrices:
- Virginia Davis[67]
- Margie Gay[54]
- Dawn Evelyn Paris (también conocida como Dawn O'Day y Anne Shirley)[26]
- Lois Hardwick[54]

Julius tiene un gran parecido con el gato Félix, y no es casualidad. Charles B. Mintz, que también distribuyó la serie Félix de Pat Sullivan, instó a Disney a emular el éxito de Félix. El oso Black Pete, precursor de Peg-Leg Pete que más tarde se convirtió en Pete, hizo su primera aparición en Alice Solves the Puzzle, estrenada el 15 de febrero de 1925, y se convirtió en un villano recurrente en la serie antes de continuar con Oswald el conejo afortunado y luego con Mickey Mouse. Aunque es un oso en Alicia y Oswald, su hocico se acorta y se convierte en un gato en Mickey. Se dice que el personaje de la vaca Clarabelle hizo su primera aparición en Alice on the Farm de 1926, pero la vaca de esa película es blanca y se parece a Clarabelle sólo en su estado bovino. Uno de los amigos varones de Alicia es Frank Phillips, que más tarde se convertiría en el cámara encargado de la fotografía en los Estudios Disney.

## Filmografía
Fuente:

### 1923
- Alice's Wonderland

### 1924
- Alice's Day at Sea
- Alice's Spooky Adventure
- Alice's Wild West Show
- Alice's Fishy Story
- Alice and the Dog Catcher
- Alice the Peacemaker
- Alice Gets in Dutch
- Alice Hunting in Africa
- Alice and the Three Bears
- Alice the Piper

### 1925
- Alice Cans the Cannibals
- Alice the Toreador
- Alice Gets Stung
- Alice Solves the Puzzle
- Alice's Egg Plant
- Alice Loses Out
- Alice Is Stage Struck
- Alice Wins the Derby
- Alice Picks the Champ
- Alice Chops the Suey
- Alice the Jail Bird
- Alice's Tin Pony
- Alice Plays Cupid
- Alice Rattled by Rats
- Alice in the Jungle

### 1926
- Alice on the Farm
- Alice's Balloon Race
- Alice's Little Parade
- Alice's Orphan
- Alice Charms the Fish
- Alice's Monkey Business
- Alice in Slumberland
- Alice in the Wooly West
- Alice the Fire Fighter
- Alice Cuts the Ice
- Alice Helps the Romance
- Alice's Spanish Guitar
- Alice's Brown Derb
- Alice the Lumberjack

### 1927
- Alice the Golf Bug
- Alice Foils the Pirates
- Alice at the Carnival
- Alice at the Rodeo
- Alice the Collegiate
- Alice in the Alps
- Alice's Auto Race
- Alice's Circus Daze
- Alice's Knaughty Knight
- Alice's Three Bad Eggs
- Alice's Picnic
- Alice's Channel Swim
- Alice in the Klondike
- Alice's Medicine Show
- Alice the Whaler
- Alice the Beach Nut
- Alice in the Big League

## Reestrenos y lanzamientos en DVD
Aunque son de dominio público y, por lo tanto, están disponibles en muchos sitios web, siete cortometrajes de las Comedias de Alicia fueron restaurados y editados en 2005 por los estudios Disney en Estados Unidos en la colección Walt Disney Treasures, dentro del DVD Disney Rarities: Celebrated Shorts: 1920s - 1960s:
- Alice's Wonderland (1923)
- Alice Gets in Dutch y Alice's Wild West Show (1924)
- Alice's Egg Plant et Alice in the Jungle (1925)
- Alice's Mysterious Mystery (1926)
- Alice the Whaler (1927)

Inkwell Images (Ray Pointer) editó en 2007 un DVD con las primeras películas de Alicia bajo el título Alice in Cartoonland, que incluye:
- Alice the Toredor (1924)
- Alice on the Farm (1925)
- Alice in the Jungle (1925, versión sin censura)
- Alice's Egg Plant (1925, versión sin censura)
- Alice Solves the Puzzle (1925)
- Alice Wins the Derby (1925)
- Alice Gets Stage Struck (1925)
- Alice Rattled by Rats (1925)
- Alice's Orphan (1926, versión restaurada)
- Alice the Whaler (1927, versión íntegra)

El 14 de octubre de 2016, el distribuidor francés Malavida Films restaura, con la colaboración de la Cinemateca de los Países Bajos (EYE), y reúne varias Alice Comedies no protegidas por derechos de autor en un mediometraje de 40 minutos presentado en el Festival Lumière de Lyon antes de distribuirlo en salas. Los cortometrajes son Alice’s Wild West Show, Alice’s Spooky Adventure, Alice the Fire Fighter y Alice’s Day at Sea.
En 2018, un segundo mediometraje de 42 minutos, Alice Comedies vol. 2, reúne otros cuatro episodios: Alice's Fishy Story, Alice's Circus Daze, Alice in the Wooly West y Alice the Piper, cuya banda sonora original ha sido compuesta por Manu Chao. Las dos recopilaciones se publicaron en cajas, incluyendo como bonus Alice Picks the Champ en la primera y Alice's brown Derby en la segunda.

## Análisis

### Una serie temática
Las primeras seis películas producidas en 1924 de la serie Comedias de Alicia cuentan con una importante introducción con tomas reales antes de continuar en Cartoonland, el mundo de los dibujos animados. En estas películas aparece otro personaje real interpretado por Spec O'Donnell.
El tema principal de la serie es el secuestro o la persecución. Aunque Alice es una niña, pasa la mayor parte del tiempo evitando el peligro, siendo secuestrada por villanos (entre ellos Pete) o rozando peligros como ser cortada como un tronco en un aserradero. Pero todas las amenazas son elementos dibujados. Los espectadores pueden sentirse perturbados por la corta edad de la actriz y por el hecho de que sea una persona real. Además, en algunos episodios se muestran acciones que hoy en día son ilegales, como el contrabando de alcohol. El secuestro es el tema, entre otros, de Alice Is Stage Struck (1925), Alice in the Wooly West (1926), Alice's Spanish Guitar (1926), Alice the Lumberjack (1926) y Alice Foils the Pirates (1927).
Otro tema recurrente de la serie es la carrera. Alice Wins the Derby (1925) es la primera carrera entre los tres protagonistas principales. Esta competición «continúa» en Alice's Balloon Race (1926), una carrera de globos, luego en Alice's Brown Derby (1927), otra carrera de caballos, y finalmente en Alice's Auto Race (1927), una carrera de coches con un guion similar al de Alice Wins the Derby.
Michael Barrier precisa que las escenas rodadas con «Alice» se filmaron antes de la animación y, por lo tanto, en una fase de la producción en la que el guion aún no estaba muy desarrollado. Por esta razón, las actuaciones de las diferentes actrices se redujeron cada vez más a acciones «genéricas» y, por lo tanto, cada vez menos importantes, dejando el papel principal a los personajes animados, en primer lugar a Julius.

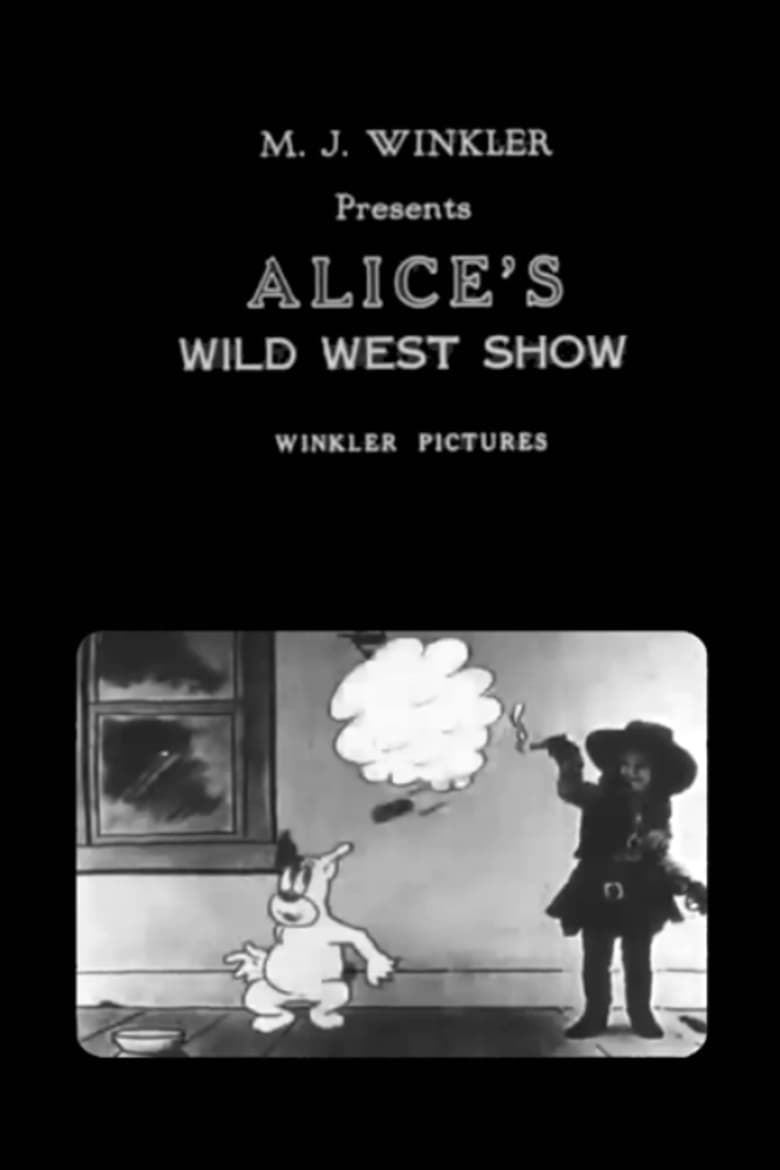
Alice's Wild West Show (1924)
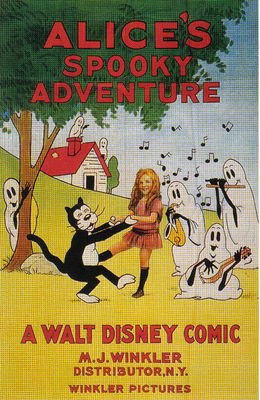
Alice's Spooky Adventure (1924)
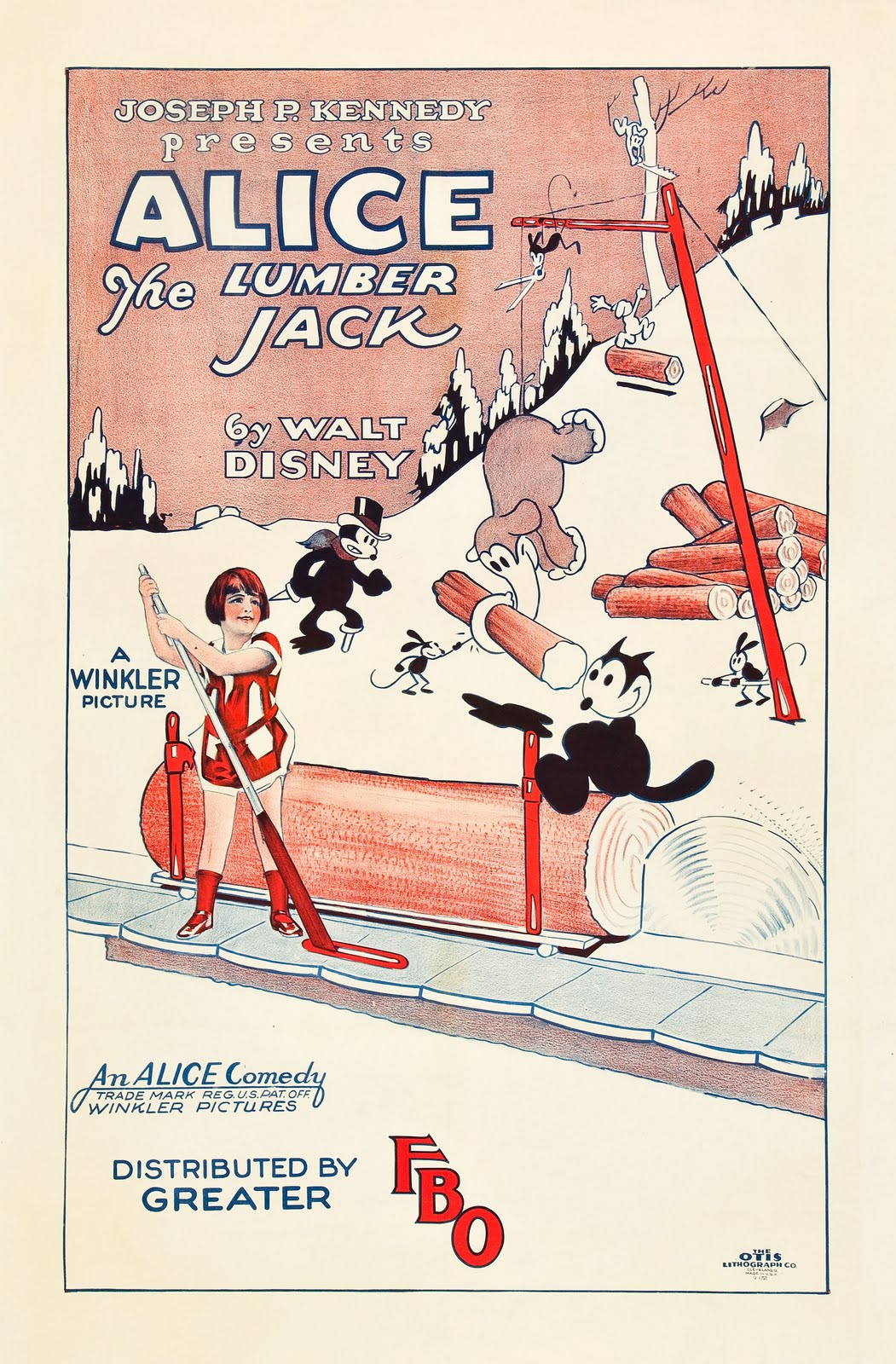
Alice the Lumberjack (1926)

### Una serie de su época
La serie se considera a menudo «bonita y divertida» en su época, pero contiene escenas que pueden resultar muy sorprendentes o duras hoy en día, al igual que las primeras películas de Mickey Mouse, que aparecieron unos años más tarde. Así, en Alice's Orphan(1926), Julius no duda en dejar caer en un estanque helado a una gata a la que acaba de salvar porque no le gusta físicamente.
La presencia de los secuaces de Alice ofrece, para Russel Merritt y J. B. Kaufman, un gran parecido con la serie Our Gang de Hal Roach. Así, Spec O'Donnell es amigo de Mickey Daniels, Leon Holems de Fat Joe Cobb, Virgina Davis de Mary Kornman y el perro de la pandilla se llama aquí Peggy, la perra de Robert Disney, en lugar de Pete. La serie es la primera de Disney en utilizar un elemento bastante común en aquella época, la antropomorfización de los personajes no humanos.
Uno de los elementos de la serie, que desaparece en las producciones posteriores de Disney (excepto Oswald), es una forma de «rebelión contra la autoridad». Alice se ve obligada a ponerse un gorro de burro en Alice Gets in Dutch (1924) por faltar a clase, y en Alice the Jail Bird (1925) ella y Julius son encarcelados por robar un pastel. Las cosas no mejoran en los siguientes cortometrajes, ya que en el primero Alice sueña con declarar la guerra a su ama, mientras que en el segundo, los dos compinches provocan un motín en la prisión y aprovechan para fugarse. Otro elemento de este tipo es la fuerte propensión de los personajes a recibir patadas o a caer de culo, por ejemplo, sobre un cactus.
Sean Griffin señala que varias películas utilizan escenas de humor «por debajo del cinturón», entre ellas Alice's Tin Pony, Alice Rattled by Rats y Alice in the Jungle (todas de 1925), en las que los personajes pierden los pantalones. Otro rasgo humorístico recurrente está relacionado con las numerosas vacas que rocían con leche a quienes las rodean después de que les hayan ordeñado, ya sea de forma voluntaria o involuntaria. Otro punto es el uso de estereotipos de la época que Alex Wainer destaca al señalar los estereotipos raciales en Alice Cans the Cannibals (1933).
Para Griffin, el parecido gráfico y humorístico con las producciones de Fleische (Koko el payaso y Betty Boop) y Messmer (Felix el Gato) irritó a Winkler, tal y como confirman los memorandos enviados a Disney, aunque esto se refiere más a la serie con Oswald que a la de Alice.
Esta serie, que duró tres años y medio, permitió transformar a Walt Disney de «principiante ambicioso a productor experimentado». Pero a pesar de que su nombre incluye a Alice, la serie se centra principalmente en el personaje del gato Julius. Este último lleva el peso de la acción, las apariciones de Alice son escasas, como en Alice Foils the Pirates, donde pasa la mayor parte de la película prisionera de los piratas, por lo que es Julius quien frustra a los piratas.

### Una serie innovadora
Al mismo tiempo, el número y la experiencia de los animadores aumentan, lo que permite que la serie gane en calidad. A diferencia de series como Felix el Gato y Out of the Inkwell, la serie incluye relativamente pocas «transformaciones graciosas», pero presenta algunas innovaciones, como la reunificación de las partes del cuerpo tras su dispersión. Es el caso de la mano del boxeador oso en Alice Picks the Champ (1925). En Alice's Balloon Race (1926), el escupitajo de un hipopótamo fumador se cubre de piernas para alcanzar y saltar al escupidero; en el segundo escupitajo, es el escupidero el que se cubre de piernas y brazos para indicar la abertura, objetivo del hipopótamo, y el tercer escupitajo llega al lugar adecuado. Barrier señala que este tipo de transformación es bastante habitual en la animación de la época, pero el estudio Disney añade algunos toques adicionales a la escena, como el asombro del hipopótamo cuando el escupidero cobra vida y la satisfacción del escupidero cuando el tercer disparo da en el blanco. Estos elementos permiten «añadir una noción de realismo que ayuda al espectador a aceptar la realidad de la animación».
Como se ha indicado anteriormente, el equipo de Disney encontró una forma económica de resolver un problema de doble exposición que provocaba un exceso de luminosidad, e incluso la desaparición de Alicia, oscureciendo la zona de la celuloide donde debía aparecer el personaje y proyectando luego un negativo de la película real con la animación sobre la película final. En Alice's Brown Derby (1926), la animación mejora hasta el punto de utilizar un efecto de profundidad al hacer pasar al caballo de Julius entre dos competidores. La costumbre de colocar la celuloide del héroe por encima de las demás se modifica en favor de un efecto.
Pero, gráficamente hablando, los decorados de la serie Comedias de Alicia siguen una tendencia inversa a la mejora, que va desde los muy ricos y significativos de Alice's Egg Plant, Alice Picks the Champ y Alice Rattled by Rats (1925) hasta los muy esquemáticos de Alice the Fire Fighter y Alice's Brown Derby (1926). El gato Julius ya no innova tras un año de producción, limitándose a imitar a Félix el Gato. Incluso el personaje de Alice sigue esta tendencia: Virginia Davis tiene mucha presencia e interactúa con los demás personajes, pero cuando es sustituida por Margie Gay, el personaje de Alice «se limita a gesticular como un peatón», lo cual se debe a la necesidad de reducir los costes de producción.
Sin embargo, J. P. Telotte y Dave Smith señalan que la mezcla de animación y filmaciones reales no volvió a utilizarse en los estudios Disney hasta la década de 1940, con el largometraje Los tres caballeros (1943). Como señalan Russel Merritt y J. B. Kaufman, la famosa frase sobre Disney «y todo comenzó con un ratón» deja de ser cierta debido a la precedencia de la niña, Alice.